# Isefjordwerkstatt

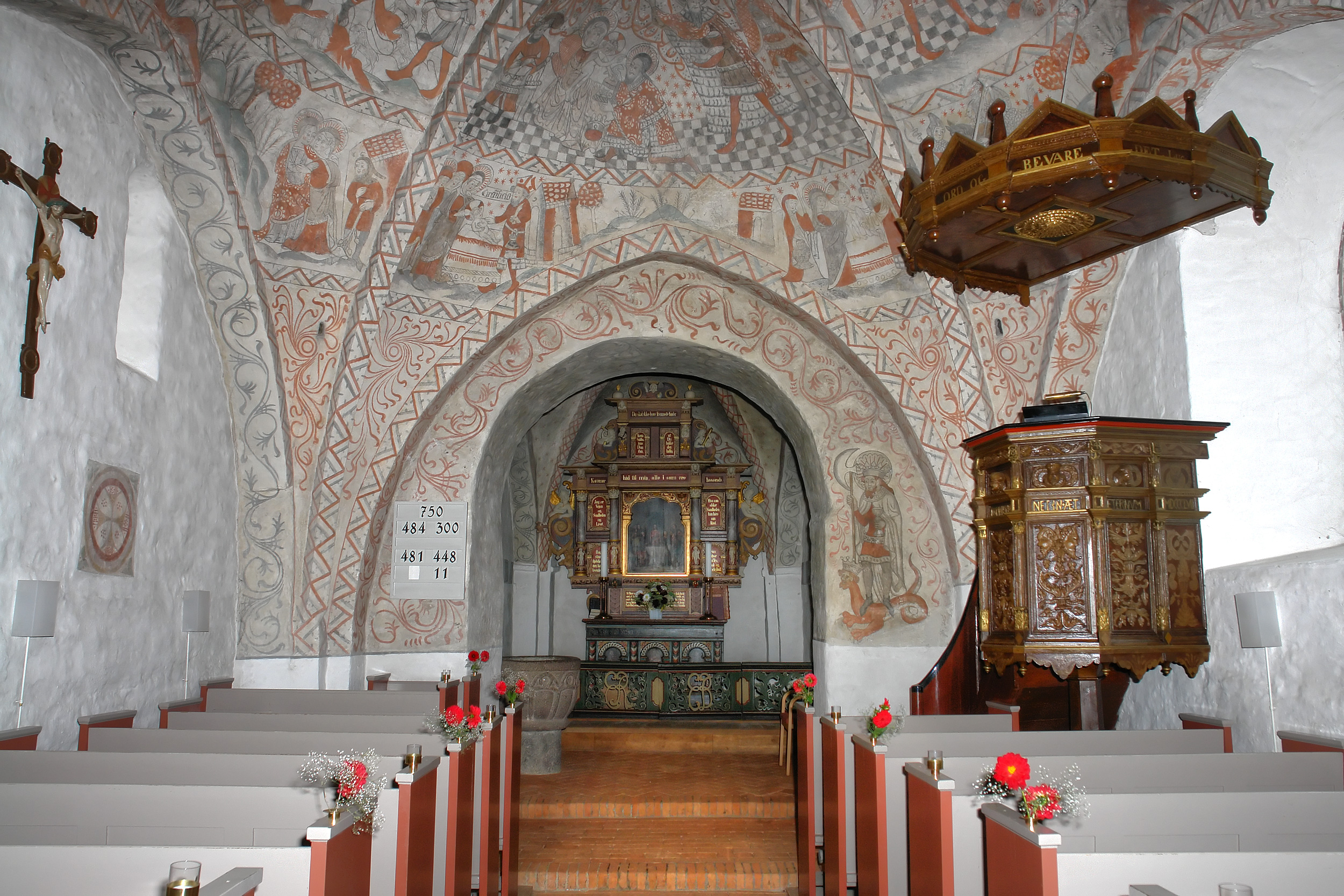
Kalkmalerei in der Kirche von Tuse

Die Isefjordwerkstatt (dänisch auch als Isefjordsmesteren, Vallensbækmesteren oder Isefjordsgruppen bezeichnet) war eine Kalkmalerwerkstatt in der Mitte des 15. Jahrhunderts, die Wandmalereien für mindestens 25 Dorfkirchen im Bistum Roskilde ausführte. Schwerpunkt der Arbeiten aus der Bibel waren das Alte Testament, Jesu Geburt und Kindheit und sein Leiden, Tod und Auferstehung und das Jüngste Gericht.
Existierende Kalkmalereien in den Kirchen von:

Asmindrup, Bregninge (Kalundborg Kommune), Egebjerg, Herlev, Karlebo, Hyllinge, Lynge (Allerød Kommune), Mørkøv, Måløv, Nørre Herlev, Over Dråby, Reerslev (Høje-Taastrup Kommune), Skamstrup, Tuse, Uvelse, Vallensbæk, Vejlby, Sigerslevvester